# Durbania natalensis
Durbania natalensis är en fjärilsart som beskrevs av Van Son Novos 1959. Durbania natalensis ingår i släktet Durbania och familjen juvelvingar. Inga underarter finns listade i Catalogue of Life.